# Skapte Hyle
Skapte Hyle – starożytne miasto w Tracji, kolonia Tazos założona w VI w. p.n.e. Miasto posiadało bogate złoża złota.